# Íránská fotbalová reprezentace
Íránská fotbalová reprezentace reprezentuje Írán na mezinárodních fotbalových akcích, jako je mistrovství světa nebo Mistrovství Asie ve fotbale.

## Mistrovství světa
Seznam zápasů íránské fotbalové reprezentace na MS
| Rok    | Účast                                           | Soupisky |
| ------ | ----------------------------------------------- | -------- |
| 1930   | Bez účasti                                      |          |
| 1934   | Bez účasti                                      |          |
| 1938   | Bez účasti                                      |          |
| 1950   | Bez účasti                                      |          |
| 1954   | Bez účasti                                      |          |
| 1958   | Bez účasti                                      |          |
| 1962   | Bez účasti                                      |          |
| 1966   | Bez účasti                                      |          |
| 1970   | Bez účasti                                      |          |
| 1974   | Nepostoupili z kvalifikace                      |          |
| 1978   | nepostoupili ze skupiny                         | Soupiska |
| 1982   | Vzdali se                                       |          |
| 1986   | Diskvalifikováni                                |          |
| 1990   | Nepostoupili z kvalifikace                      |          |
| 1994   | Nepostoupili z kvalifikace                      |          |
| 1998   | nepostoupili ze skupiny                         | Soupiska |
| 2002   | Nepostoupili z kvalifikace                      |          |
| 2006   | nepostoupili ze skupiny                         | Soupiska |
| 2010   | Nepostoupili z kvalifikace                      |          |
| 2014   | nepostoupili ze skupiny                         | Soupiska |
| 2018   | nepostoupili ze skupiny                         | Soupiska |
| 2022   | nepostoupili ze skupiny                         | Soupiska |
| 2026   | Kvalifikováni (hostitel)                        | Soupiska |
| Celkem | Účast – 6× Zlato – 0×, Stříbro – 0×, Bronz – 0× |          |